# Marcin Gortat
Marcin Janusz Gortat (* 17. února 1984, Lodž) je polský basketbalista. Roku 2005 byl draftován do americké NBA, od roku 2007 ji pravidelně hraje, naposledy za Los Angeles Clippers (v minulosti též za Orlando Magic, Phoenix Suns a Washington Wizards). Odehrál v NBA 806 zápasů a dosáhl průměru 9,9 bodu na zápas. V Evropě hrál předtím za ŁKS Łódź (2002–2003) a RheinStars Köln (2003–2007), s nímž v roce 2006 vyhrál basketbalovou bundeligu. Jeho otec Janusz Gortat byl dvojnásobným olympijským medailistou v boxu.